# Rio Sigre
Sigre é um rio que atravessa o território de Honduras, na América Central.